# Candy Rain (musikalbum)
Candy Rain är Pauline Kamusewus debutalbum som släpptes 2003. Hon vann en Rockbjörn för albumet.

## Låtlista
| Nr           | Titel                   | Längd |
| ------------ | ----------------------- | ----- |
| 1.           | Candy Rain              | 3:26  |
| 2.           | Runnin' Out of Gaz      | 3:38  |
| 3.           | Babylon                 | 3:52  |
| 4.           | Answer                  | 3:18  |
| 5.           | I Did Nothing Wrong     | 3:59  |
| 6.           | Nothing Back            | 3:49  |
| 7.           | Are You Feeling Better? | 3:25  |
| 8.           | 24 Fine Hours           | 3:43  |
| 9.           | That's What I Am        | 3:22  |
| 10.          | Doubts                  | 4:11  |
| 11.          | Zitchie                 | 6:47  |
| Total längd: | Total längd:            | 43:30 |